# Santa Ana Xalmimilulco
Santa Ana Xalmimilulco är en ort i Mexiko.   Den ligger i kommunen Huejotzingo och delstaten Puebla, i den sydöstra delen av landet, 80 km öster om huvudstaden Mexico City. Santa Ana Xalmimilulco ligger 2 224 meter över havet och antalet invånare är 14 144.
Terrängen runt Santa Ana Xalmimilulco är lite kuperad. Runt Santa Ana Xalmimilulco är det ganska tätbefolkat, med 108 invånare per kvadratkilometer. Närmaste större samhälle är San Martin Texmelucan de Labastida, 10,1 km nordväst om Santa Ana Xalmimilulco. Omgivningarna runt Santa Ana Xalmimilulco är en mosaik av jordbruksmark och naturlig växtlighet.